# دينيس فنتون
دينيس فنتون (Dennis Fenton) هو لاعب أولمبي لرياضة الرماية من الولايات المتحدة. شارك في الأولمبياد الصيفي في 1920–1924، وفاز بما مجموعه 5 ميداليات.

## الميداليات
| ذهب | فضة | برونز | المجموع |
| 3   | 0   | 2     | 5       |

## روابط خارجية
- دينيس فنتون على موقع أوليمبيديا (الإنجليزية)